# Wilhelmine Amalie xứ Braunschweig-Lüneburg
Wilhelmine Amalie xứ Braunschweig-Lüneburg (21 tháng 4 năm 1673 – 10 tháng 4 năm 1742) là Hoàng hậu La Mã Thần thánh, Vương hậu Đức, Hungary, Bohemia, Đại vương công tước phu nhân Áo với tư cách là vợ của Joseph I của Thánh chế La Mã.